# Enkianthus campanulatus
Enkianthus campanulatus là một loài thực vật có hoa trong họ Thạch nam. Loài này được (Miq.) G.Nicholson mô tả khoa học đầu tiên năm 1885.

## Hình ảnh

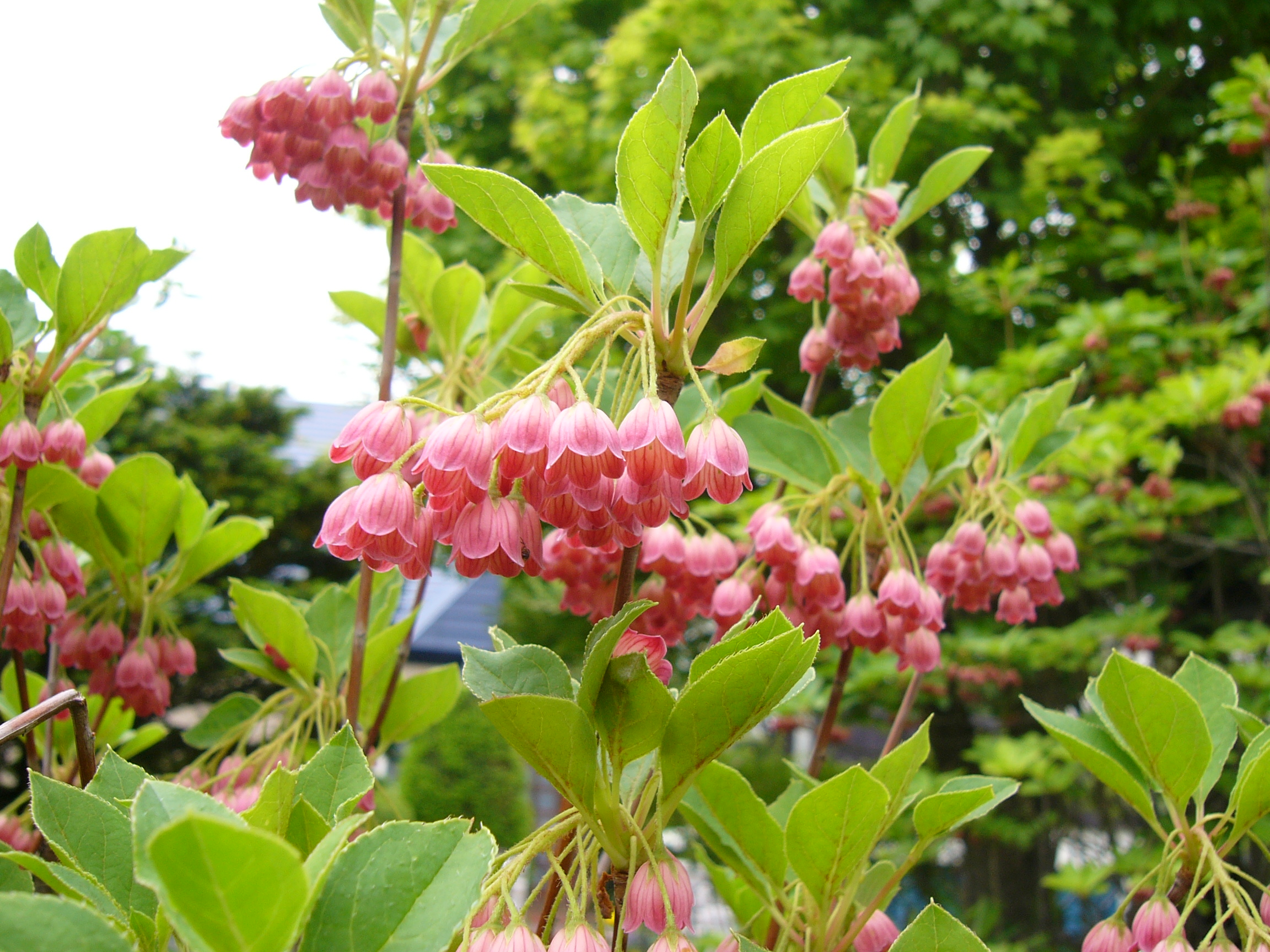
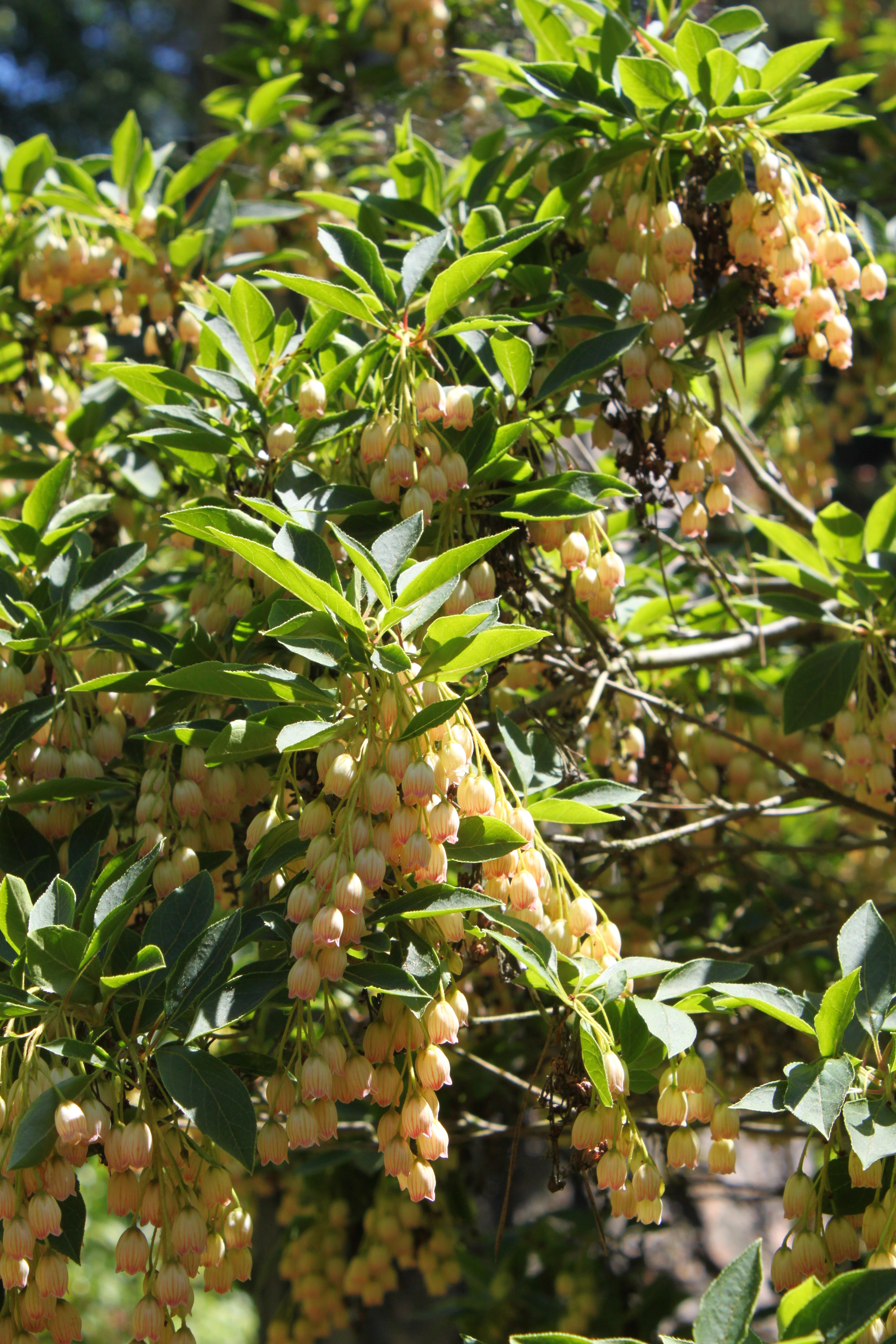
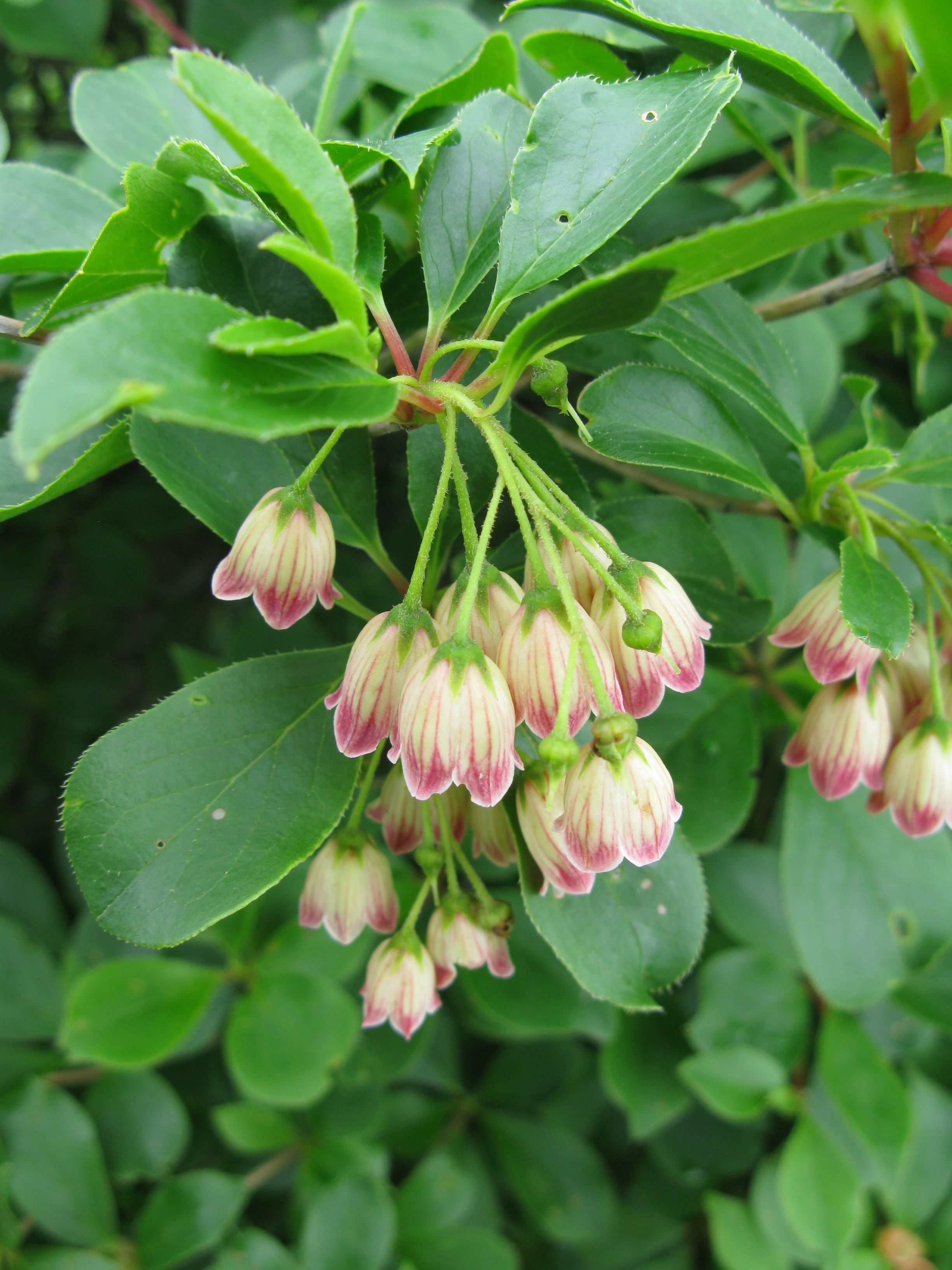
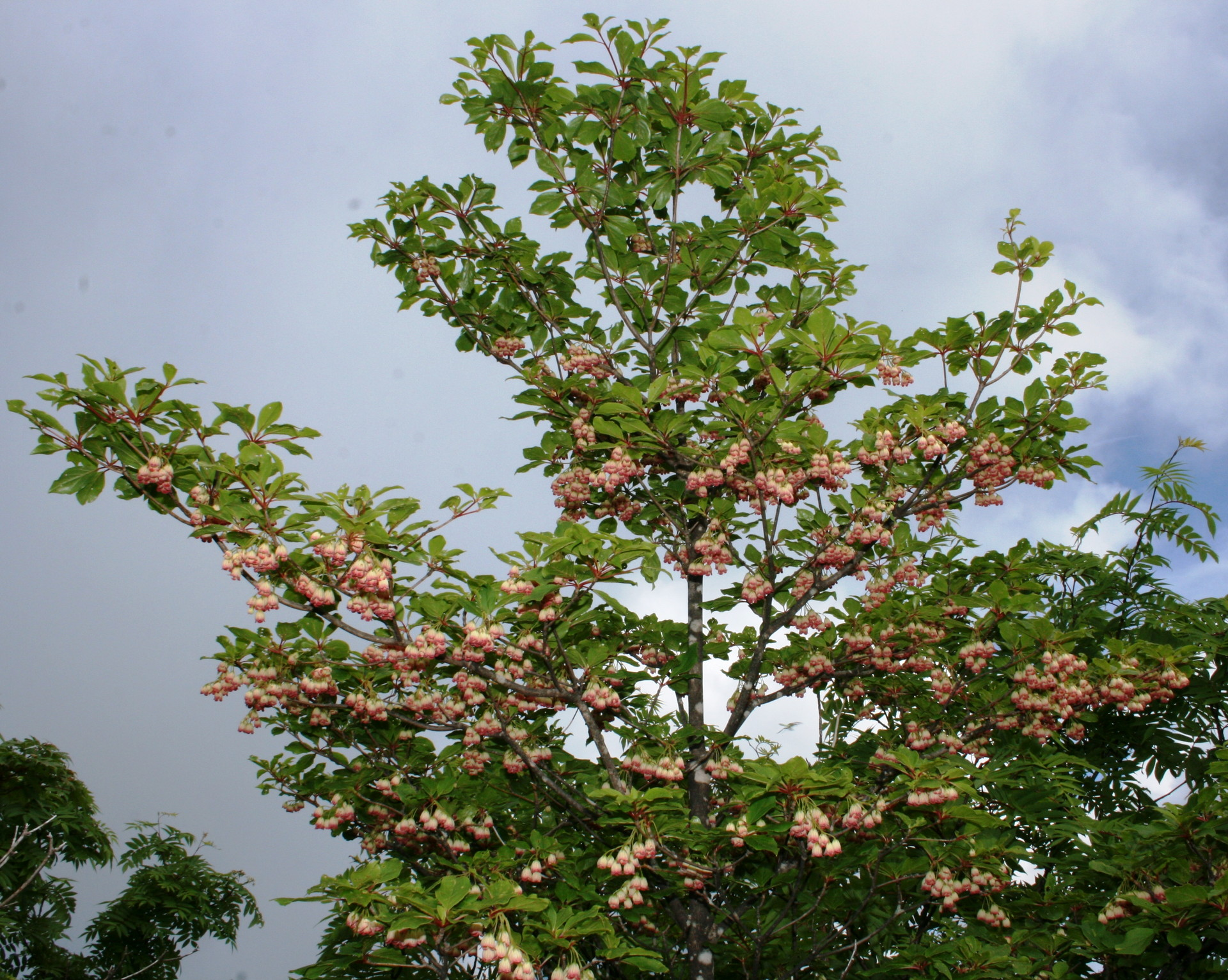